# Religião na Bielorrússia

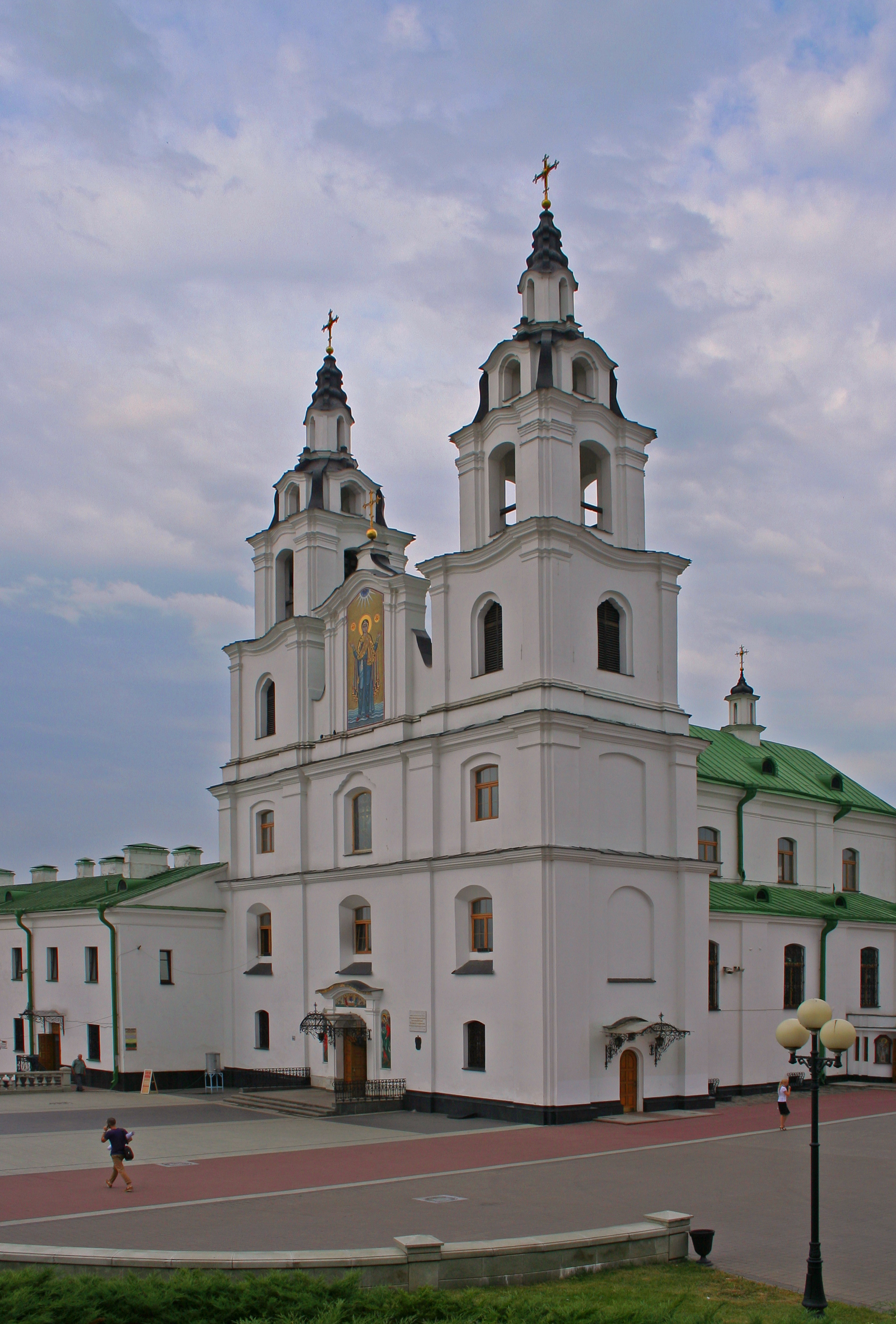
Catedral do Espírito Santo em Minsk

Antes de 1917 a Bielorrússia teve 2.466 comunidades religiosas, incluindo 1.650 da Igreja Ortodoxa, 127 da Igreja Católica Romana , 657 dos judeus, 32 protestantes e várias comunidades muçulmanas. Sob a autoridade dos comunistas (oficialmente ateus), as atividades dessas comunidades foram severamente restringidas. Muitas comunidades religiosas foram destruídas e seus líderes exilados ou executados, as comunidades remanescentes foram, por vezes, cooptadas pelo governo para seus próprios fins, como no esforço para incutir o patriotismo durante a Segunda Guerra Mundial. 
Como consequência, a religiosidade na Bielorrússia apresentou um declínio, mas a partir do pós-guerra, a religião voltou a apresentar sinais de força que, no entanto, não apagou a marca do ateísmo instaurado pelo comunismo.

## História
Até o final do século XII, a Europa era geralmente dividida em duas grandes áreas: a área ocidental, com predomínio do catolicismo romano, e a oriental, com influências ortodoxos e bizantinas. A fronteira entre as duas era mais ou menos ao longo do rio Bug. Essa área, atualmente conhecida como Belarus ou Bielorrússia, era colocada em uma posição única, onde essas duas influências misturadas interferiam uma na outra.
Antes do século XIV, a Igreja Ortodoxa Russa era dominante na Bielorrússia. A União de Krewo em 1385 quebrou esse monopólio e fez o catolicismo a religião da classe dominante. Jogaila, então governante da Lituânia, parte da qual foi a Bielorrússia, mandou converter toda a população da Lituânia ao catolicismo. 1,5 anos após a união de Krewo, o episcopado de Wilno  foi criado, que recebeu um lote de terra de duques da Lituânia. Em meados do século XVI, o catolicismo tornou-se forte na Lituânia e na fronteira com que partes do noroeste de Belarus. Mas a igreja ortodoxa ainda era dominante na Bielorrússia.
A crise do século XVI começou no cristianismo: A Reforma Protestante começou no catolicismo e a heresia do período começou em uma área Ortodoxa. Desde os 50 anos do século 16, as ideias protestantes começaram a se espalhar no estado Lituânia, parte da qual foi Bielorrússia. A primeira igreja protestante na Bielorrússia foi criada em Brest por Mikołaj Radziwiłł.

## Estatísticas
Um estudo de 2011 revelou que 48,3% da população bielorrussa é adepta da Igreja Ortodoxa, 41,1% não tem afiliação religiosa, 7,1% é da Igreja Católica Romana e 3,5% praticam outras religiões.